# Aeolomorphella
Aeolomorphella es un género de foraminífero bentónico de la subfamilia Caucasininae, de la familia Caucasinidae, de la superfamilia Delosinoidea, del suborden Buliminina y del orden Buliminida. Su especie tipo es Aeolomorphella plectilis. Su rango cronoestratigráfico abarca el Campaniense (Cretácico superior).

## Discusión
Clasificaciones previas incluían Aeolomorphella en el suborden Rotaliina del orden Rotaliida.

## Clasificación
Aeolomorphella incluye a las siguientes especies:
- Aeolomorphella plectilis